# Consórcio Latino-Americano da Liberdade Religiosa
Consórcio Latino-Americano da Liberdade Religiosa (CLLR)

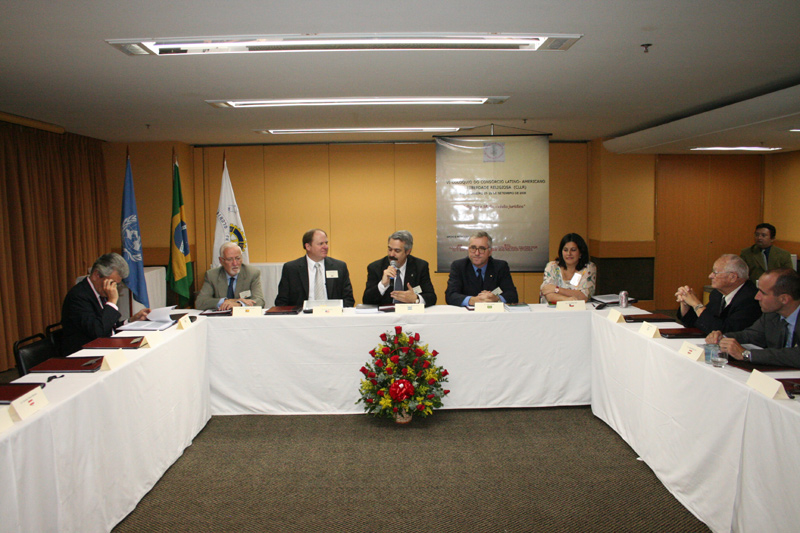
VI CLLR - Rio de Janeiro

## Biografia
O Consórcio Latino-Americano da Liberdade Religiosa (secção) (CLALR) foi constituido na cidade de Lima (Peru), no dia 22 de setembro de 2000, depois de culminar o Congresso sobre a Liberdade Religiosa na Faculdade de Direito da Pontifícia Universidade Católica (PUC), do Peru.
O CLALR tem como propósito geral constituir um foro permanente de reflexão, investigação e promoção do direito para a liberdade religiosa, do regulamento artificial do fenômeno religioso e das relações jurídicas que têm que existir entre as confissões religiosas e os Estados.
Em particular, será tarefa do CLALR para promover a colaboração entre as instituições culturais americanas universitárias e outras que desenvolvem atividades de investigação e docência no campo do direito eclesiástico público;  pôr à disposição dos membros do Consórcio ou de mocidades estudantis, instrumentos para a investigação: favorecer ocasiões de encontro e facilitar os contatos entre estudioso dos países americanos entre se e com colegas de outras regiões: facilitar a cooperação no desenvolvimento de investigações e de cursos de melhoria, prover conselho e colaboração de público e entidades privadas, nacionais e internacionais, para as atividades institucionais interessando para o consórcio,  e levar a cabo publicações impresso ou virtuais no objeto de assunto de estudo do Consórcio.
É propósito do CLALR organizar anualmente uma reunião acadêmica dos membros, enquanto alerna o lugar de realização entre os diversos países da região, e estabelecer e manter modalidades de comunicação virtual permanente entre os membros usando as tecnologias no momento disponíveis.
Abrange o território inteiro da América Latina, do México à Terra do Fogo.	
A sede do Consórcio está revolvendo e ela residirá no lugar em que o presidente do mesmo que reside. A Secretaria também é rotativa e residirá no lugar em de que foi feita a última Assembléia do CLALR. A duração do Consórcio é ilimitada. O CLALR é não-confessional e independente dos governos nacionais.

## Últimos Colóquios do CLLR
- II Colóquio: Santiago 2002.
- III Colóquio: Buenos Aires 2003.
- IV Colóquio: La presencia de lo religioso en el ámbito público, Santiago, 12-13 de agosto de 2004. ISBN:956-14-0857-0
- V Colóquio: Actualidad y Retos del Derecho Eclesiástico del Estado en Latinoamérica, México, 17-19 de novembro de 2005.
- VI Colóquio: Religiões e mídia - visão jurídica, Rio de Janeiro, 27-29 de setembro de 2006.
- VII Colóquio: Efeito civil do casamento religioso, Bogotá, 25-27 de outubro de 2007.

## Membros

### Argentina
- Carlos Baccioli
- Roberto Bosca
- Alejandro Bunge
- Ariel Busso
- Octavio Lo Prete
- Juan G. Navarro Floria - Presidente
- Norberto Padilla
- Hugon von Ustinov

## Ligações externas

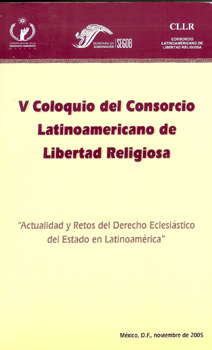
V CLLR
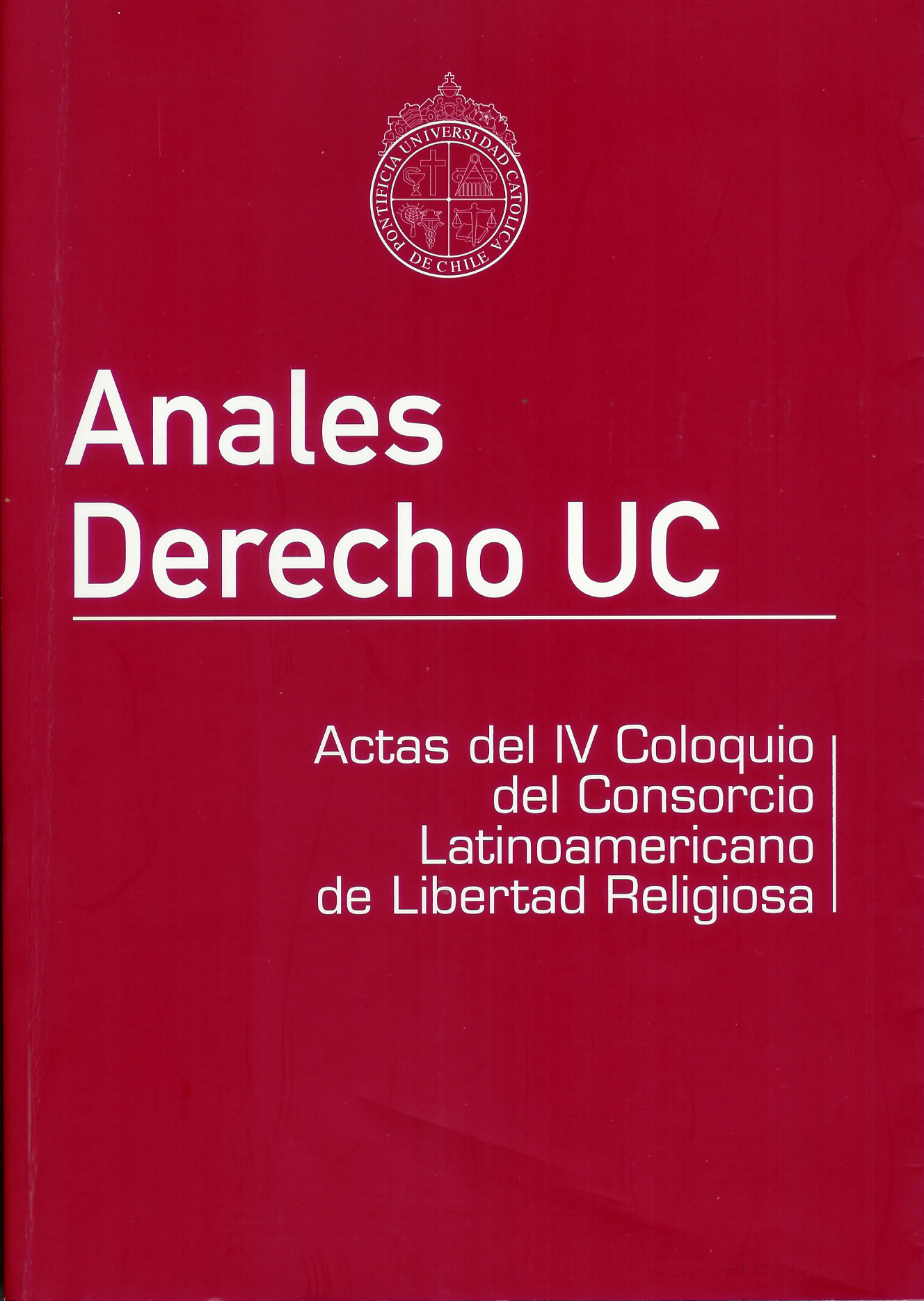
IV CLLR

### Brasil
- Adam Kowalik

### Chile

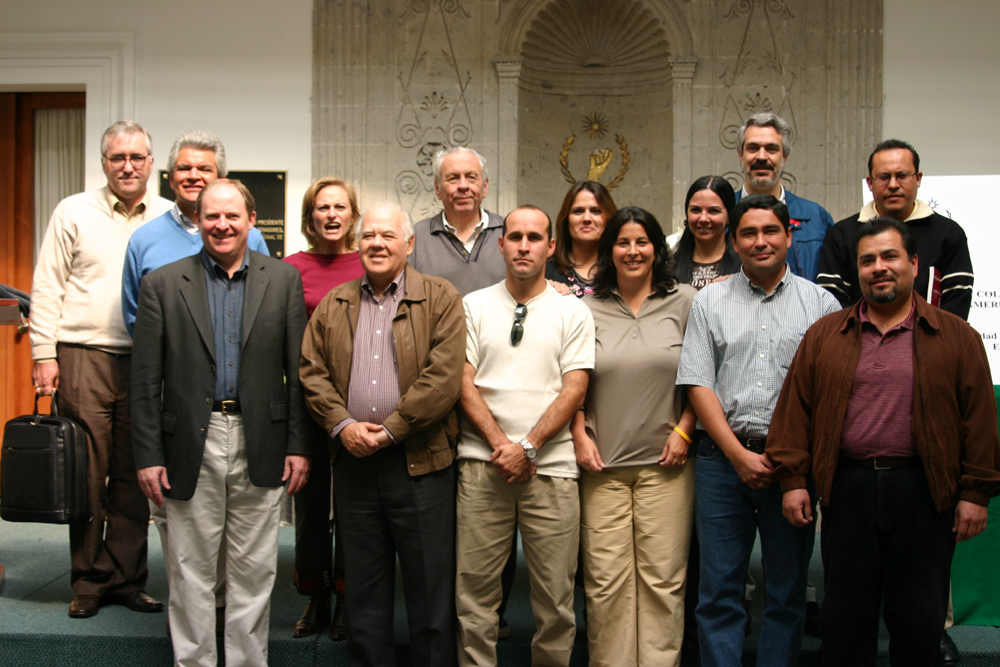
V CLLR - México

- Ana Mária Celis - Secretária
- Carmen Dominguez
- Valeria López
- María Elena Pimstein
- Jorge Precht
- Carlos Salinas

### Colombia
- Carlos Angarita
- Sergio González
- David Lara
- Vicente Pireto

### México
- Alvaro Castro
- Raúl González
- José Luis Soberanes
- Horacio Aguilar

### Peru
- Carlos Valderrama
- Cecilia Quintana
- José Antonio Calvi
- Gonzalo Flores Santana
- Juan José Ruda

### Uruguai
- Carmen Asiaín